# برنس أمارا
برنس أمارا (بالإنجليزية: Prince Amara)‏ هو عداء سريع سيراليوني، ولد في 15 مارس 1973.

## وصلات خارجية
- برنس أمارا على موقع الاتحاد الدولي لألعاب القوى (الإنجليزية)
- برنس أمارا على موقع أوليمبيديا (الإنجليزية)